# Arxan
Arxan (阿尔山 ; pinyin : Ā'ěrshān) est une ville de la région autonome de Mongolie-Intérieure en Chine. C'est une ville-district placée sous la juridiction de la ligue de Xing'an.

## Climat
Les températures moyennes pour la ville d'Arxan vont de −25,1 °C pour le mois le plus froid à +16,4 °C pour le mois le plus chaud, avec une moyenne annuelle de −2,9 °C, et la pluviométrie y est de 471,9 mm (chiffres arrêtés en 1990).

## Démographie
La population du district était de 48 644 habitants en 1999.